# Exit (film, 1990)
Exit är en svensk tecknad kortfilm från 1990 i regi av Lars Ohlson, Jonas Odell, Martti Ekstrand och Stig Bergqvist för Filmtecknarna.
Filmen handlar om fyra vänner som besöker ett hedonistiskt och sadistiskt nöjesfält. Tre av dem älskar det, men när en vantrivs, då upptäcker han att det är omöjligt att ta sig därifrån.
Filmen hade premiär på festivalen Filmens Dag 1990 och gick upp på bio den 25 december samma år, som del av kortfilmspaketet Exit och andra utgångar. Den har därefter utgivits på DVD:erna Livet från den mörka sidan och Alla talar svenska!

## Medverkande
- Philip Zandén (röst) som Åke/den utmärglade mannen/vårtsvinet
- Ernst Günther (röst) som pandan
- Peter Harryson (röst) som Hilding/Hildings bror
- Helge Skoog (röst) som vakten-valen/mannen på korset
- Meta Velander (röst) som sufflösen på teatern
- Lina Wester (röst) som barnet med kanindräkt